# Лямоны (Пограничная волость)
Лямоны — деревня в Красногородском районе Псковской области России. Входит в состав Пограничной волости.
Расположена на крайнем западе района, у границы с Латвией, в 25 км к юго-западу от районного центра, посёлка Красногородск. Пункт перехода границы Айзгарша (Латвия) — Лямоны (Россия), закрытый в 2004 году последней стороной.

## Население
Численность население деревни по оценке на конец 2000 года составляла 34 жителя, на 2010 год — 30 жителей.